# Kahlfrost
Kahlfrost (auch Blachfrost und Barfrost, letzteres aus bar „bloß, nackt“) bezeichnet Frost in Erdbodennähe, der durch das Fehlen einer dämmenden Schneedecke direkt auf die oberste Bodenschicht und Pflanzen wirkt. In der Forst- und Landwirtschaft sowie im Gartenbau können strenge oder langandauernde Kahlfröste zum Durchfrieren der oberen Bodenschichten und zu Frosttrocknis an Winterkulturen und Gehölzen führen.
Die Ausdehnung von Wasser beim Gefrieren verändert die Bodenstruktur. Einerseits ist dies erwünscht, weil es den Boden lockert und zur Bodengare führt. Andererseits kann es zur Beschädigung von bodennahen oder unterirdischen Pflanzenteilen kommen. Das führt unter Umständen zum Absterben ganzer Kulturen oder zumindest zu Ernteausfällen (Auswinterung). Eine weitere Gefahr besteht in der fehlenden Verfügbarkeit flüssigen Wassers im Boden. In Kombination mit starker Sonneneinstrahlung können Trockenheitsschäden an Pflanzen auftreten, besonders bei immergrünen. An extremen Standorten (z. B. Hochgebirge) beeinflusst dieser Effekt auch die Lage der Baumgrenze. Schließlich ermöglicht Kahlfrost die Schnee-Erosion, bei der von starken Winden bewegte Schneekristalle den Boden abtragen.